# Vânia Fernandes

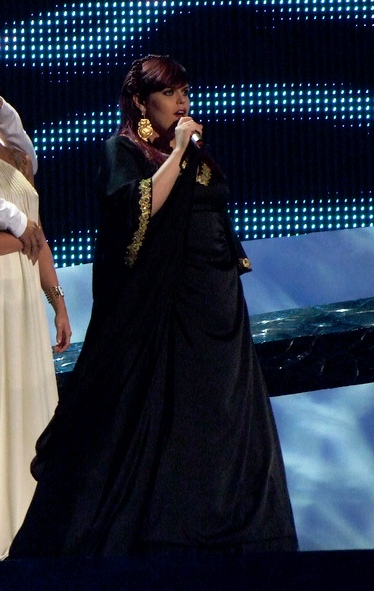
Vânia Fernandes

Vânia Fernandes (Funchal, 25 september 1985) is een Portugese zangeres.
Fernandes heeft meegedaan aan verschillende zangwedstrijden en optredens gegeven in zowel haar thuisland als op het eiland Madeira. Ze geeft optredens sinds 1997.
In 2007 won Vânia de talentenjacht Operação Triunfo (Operation Triumph) van de Portugese publieke televisie. Datzelfde jaar rondde ze haar muziekstudie af op het Conservatorium van Madeira.
In 2008 deed ze voor Portugal mee op het Eurovisiesongfestival 2008. Met het nummer Senhora do mar (vrouw van de zee) werd ze tweede in de halve finale en zorgde ze dus voor de eerste Portugese finaleplek sinds de introductie van de halve finales. In deze finale werd ze dertiende.
1964: António Calvário · 
1965: Simone de Oliveira · 
1966: Madalena Iglésias · 
1967: Eduardo Nascimento · 
1968: Carlos Mendes · 
1969: Simone de Oliveira · 
1971: Tonicha · 
1972: Carlos Mendes · 
1973: Fernando Tordo · 
1974: Paulo de Carvalho · 
1975: Duarte Mendes · 
1976: Carlos do Carmo · 
1977: Os Amigos · 
1978: Gemini · 
1979: Manuela Bravo · 
1980: José Cid · 
1981: Carlos Paião · 
1982: Doce · 
1983: Armando Gama · 
1984: Maria Guinot · 
1985: Adelaide Ferreira · 
1986: Dora · 
1987: Nevada · 
1988: Dora · 
1989: Da Vinci · 
1990: Nucha · 
1991: Dulce Pontes · 
1992: Dina · 
1993: Anabela · 
1994: Sara Tavares · 
1995: Tó Cruz · 
1996: Lúcia Moniz · 
1997: Célia Lawson · 
1998: Alma Lusa · 
1999: Rui Bandeira · 
2001: MTM · 
2003: Rita Guerra · 
2004: Sofia Vitória · 
2005: 2B · 
2006: Nonstop · 
2007: Sabrina · 
2008: Vânia Fernandes · 
2009: Flor-de-Lis · 
2010: Filipa Azevedo · 
2011: Homens da Luta · 
2012: Filipa Sousa · 
2014: Suzy · 
2015: Leonor Andrade · 
2017: Salvador Sobral · 
2018: Cláudia Pascoal · 
2019: Conan Osíris · 
2021: The Black Mamba · 
2022: Maro · 
2023: Mimicat · 
2024: Iolanda · 
2025: Napa